# Joshua Jackson
Joshua Carter Jackson (Vancouver, Brit Columbia, 1978. június 11. –) kanadai színész. 
Legismertebb szerepeit a Dawson és a haverok és a Rejtély című televíziós sorozatokban nyújtotta.

## Fiatalkora
Joshua a kanadai Vancouverben született; édesanyja, Fiona Jackson ír származású szereposztó igazgató, édesapja pedig John Carter. Nagyszülei operaénekesek voltak Dublinban. Van egy húga, Aisleagh, és két féltestvére apja első házasságából, Lyman és Jonathan Carter.
Nyolcéves koráig Kaliforniában élt, de miután a húga megszületett, a szülei elváltak. Ő édesanyjával és húgával Seattle-be költözött, és az Einstein Középiskolába járt. Hamarosan visszaköltöztek Vancouverbe, ahol Joshua előbb az Ideal Mini School, majd a Kitsilano Középiskola diákja lett. A The New York Times-nak adott egyik interjújában azt mondta, egyszer kirúgták a középiskolából, mert éjjel sokáig fennmaradt, hogy megnézhesse kedvenc műsorát, és reggel nem járt be az órákra.

## Pályafutása
Még csak kilencéves volt, amikor már reklámokban szerepelt, majd statisztált a MacGyver című sorozatban. Tinédzserként kapta első filmes szerepeit, s amikor beválogatták a Dawson és a haverok csapatába, már tíz film volt a háta mögött. Az 1998-ban indult vígjátéksorozat jóvoltából vált híressé, és a négy főszereplőt díjakkal jutalmazták, Joshuát háromszor is. A forgatás idején néhány hónapig együtt járt partnerével, Katie Holmesszal. Amikor hat évad után véget ért a sorozat, maga mögött hagyhatta a hozzá nőtt figurát.
Korábban is kapott epizódszerepeket mozifilmekben – ezek közül a Rémségek könyve, a Koponyák és a Birtokviszony a legismertebbek –, de csak a független filmesek bíztak rá főszerepeket. Szakmai szempontból sokat jelentett számára, hogy 2005-ben a londoni West Enden együtt lépett fel Patrick Stewarttal egy kétszereplős darabban. A premier előtt ideges volt, mert utoljára gyerekkorában állt színpadon, de végül elismerő szavakat kapott híres partnerétől. Ugyanígy nyilatkozott róla Donald Sutherland is a Sarki fény forgatása után. A kollégák szerint Joshua érettebb a koránál, ugyanakkor mégis olyan, mint egy kölyök.
Öt évet váratott magára az újabb hosszú távú elköteleződés a tévézés mellett, s a kettő között – ahogy fogalmazott – felnőtt. J. J. Abrams új sorozata, A rejtély csábította vissza. Abban bízott, hogy ha valamikor visszatér, olyan csapatnak lehet a része, mely jó történeteket mesél el és sokáig képes tartani a színvonalat – márpedig Abrams munkái éppen ilyenek. A sorozat 2008-ban kezdődött, és Joshuát máig is főszereplőként láthatjuk benne Peter Bishop szerepében.

## Magánélete
Jelenleg[mikor?] a kanadai Vancouverben él, ahová 2009-ben költözött, mert a sorozat második évadjától kezdve itt zajlott A rejtély forgatása. A sorozat első évadjának készítése alatt New Yorkban lakott, korábban pedig az észak-karolinai Wilmingtonban, ahol a Dawson és a haverok epizódjait forgatták.
Korábban Katie Holmes, Brittany Daniel és Rosario Dawson színésznőkkel is élt párkapcsolatban. 2006–2016 között Diane Kruger modell-színésznő élettársa volt.

## Filmográfia

### Film
| Év   | Magyar cím                         | Eredeti cím             | Szerep          | Magyar hang      |
| ---- | ---------------------------------- | ----------------------- | --------------- | ---------------- |
| 1991 | Elveszett szívek                   | Crooked Hearts          | Tom 11 évesen   |                  |
| 1992 | Kerge kacsák                       | The Mighty Ducks        | Charlie Conway  | Molnár Levente   |
| 1994 | A bűvös sziget                     | Digger                  | Billy           | Hamvas Dániel    |
| 1994 | Kerge kacsák 2.                    | D2: The Mighty Ducks    | Charlie Conway  | Hamvas Dániel    |
| 1994 | André, a fóka                      | Andre                   | Mark Baker      | Polgár Péter     |
| 1995 | A tó titka                         | Magic in the Water      | Joshua Black    | Simonyi Balázs   |
| 1996 | Kerge kacsák 3.                    | D3: The Mighty Ducks    | Charlie Conway  | Bartucz Attila   |
| 1998 | Stephen King: Az eminens           | Apt Pupil               | Joey            | Hamvas Dániel    |
| 1998 | Rémségek könyve                    | Urban Legend            | Damon Brooks    | Seszták Szabolcs |
| 1999 | Kegyetlen játékok                  | Cruel Intentions        | Blaine Tuttle   | Minárovits Péter |
| 2000 | Koponyák                           | The Skulls              | Luke McNamara   | Bolba Tamás      |
| 2000 | Pletyka                            | Gossip                  | Beau Edson      | Holl Nándor      |
| 2001 | Birtokviszony                      | The Safety of Objects   | Paul Gold       | Seszták Szabolcs |
| 2001 | Ocean’s Eleven – Tripla vagy semmi | Ocean's Eleven          | önmaga (cameo)  | Seder Gábor      |
| 2002 | Egy gyilkosság története           | The Laramie Project     | Matt Galloway   |                  |
| 2002 | Kovbojok és bolondok               | Lone Star State of Mind | Earl Crest      | Rába Roland      |
| 2003 | Végzetes rajongás                  | I Love Your Work        | John            | Seszták Szabolcs |
| 2005 | Vérfarkas                          | Cursed                  | Jake Taylor     | Láng Balázs      |
| 2005 | Vérfarkas                          | Cursed                  | Jake Taylor     | Seszták Szabolcs |
| 2005 | Pata-csata                         | Racing Stripes          | Peckes (hangja) | Csőre Gábor      |
| 2005 | Americano                          | Americano               | Chris McKinley  | Fekete Ernő      |
| 2005 | Sarki fény                         | Aurora Borealis         | Duncan Shorter  | Boros Zoltán     |
| 2006 | Bobby Kennedy – A végzetes nap     | Bobby                   | Wade Buckley    | Seszták Szabolcs |
| 2007 | Seattle öt napja                   | Battle in Seattle       | Randall         |                  |
| 2008 | Árnykép                            | Shutter                 | Benjamin Shaw   | Papp Dániel      |
| 2008 | Egy hét                            | One Week                | Ben Tyler       | Seszták Szabolcs |
| 2012 | Lady Vegas                         | Lay the Favorite        | Jeremy          |                  |
| 2012 |                                    | Inescapable             | Paul            |                  |
| 2015 |                                    | Sky                     | Ruther nyomozó  |                  |
| 2025 | Karate kölyök – Legendák           | Karate Kid: Legends     | Victor          | Mészáros Béla    |

### Televízió
| Év        | Magyar cím                     | Eredeti cím                 | Szerep                  | Megjegyzések                                          |
| --------- | ------------------------------ | --------------------------- | ----------------------- | ----------------------------------------------------- |
| 1991      | Lesújt a múlt                  | Payoff                      | Mac fiatalon            | tévéfilm                                              |
| 1996      |                                | Champs                      | Matt Mazzilli           | 2 epizód                                              |
| 1996      | Modern Robin Hood              | Robin of Locksley           | John Prince, Jr.        | - tévéfilm - magyar hangja: - Stukovszky Tamás        |
| 1997      |                                | Ronnie & Julie              | Ronnie Monroe           | tévéfilm                                              |
| 1997      | A bűn határán                  | On the Edge of Innocence    | Sammy                   | tévéfilm                                              |
| 1997      | Végtelen határok               | The Outer Limits            | Devon Taylor            | 1 epizód                                              |
| 1998–2003 | Dawson és a haverok            | Dawson's Creek              | Pacey Witter            | főszereplő (124 epizód)                               |
| 2000      | Saturday Night Live            | Saturday Night Live         | önmaga (házigazda)      | 1 epizód                                              |
| 2000      | A Simpson család               | The Simpsons                | Jesse Grass (hangja)    | 1 epizód                                              |
| 2002      | Egy gyilkosság története       | The Laramie Project         | Matt Galloway           | tévéfilm                                              |
| 2005      | Árnyak toszkán verőfényben     | The Shadow Dancer           | Jeremy Taylor           | - tévéfilm - magyar hangja: - Lux Ádám                |
| 2006      |                                | Capitol Law                 | Mark Clayton            | eladatlan próbaepizód                                 |
| 2008–2013 | A rejtély                      | Fringe                      | Peter Bishop            | 100 epizód                                            |
| 2014–2019 | A viszony                      | The Affair                  | Cole Lockhart           | - 43 epizód - magyar hangja: - Horváth-Töreki Gergely |
| 2016      | A megtörhetetlen Kimmy Schmidt | Unbreakable Kimmy Schmidt   | Purvis                  | 1 epizód                                              |
| 2016      | Pusztuló jelen, vészes jövő    | Years of Living Dangerously | önmaga                  | 1 epizód                                              |
| 2019      | A Central parki ötök           | When They See Us            | Mickey Joseph           | minisorozat (2 epizód)                                |
| 2020      | Kis tüzek mindenütt            | Little Fires Everywhere     | Bill Richardson         | minisorozat (7 epizód)                                |
| 2021      |                                | Dr. Death                   | Dr. Christopher Duntsch | minisorozat (8 epizód)                                |

## Díjak és jelölések
| Év   | Díj neve                                   | Kategória                                           | Szerep                             |           |
| ---- | ------------------------------------------ | --------------------------------------------------- | ---------------------------------- | --------- |
| 1993 | Young Artist Award                         | Outstanding Young Ensemble Cast in a Motion Picture | Charlie Conway (Kerge kacsák)      | jelölés   |
| 1999 | Teen Choice Awards                         | Choice TV Actor                                     | Pacey Witter (Dawson és a haverok) | megnyerte |
| 2000 | Teen Choice Awards                         | Choice TV Actor                                     | Pacey Witter (Dawson és a haverok) | megnyerte |
| 2000 | Teen Choice Awards                         | Choice Liar in a Film                               | Luke McNamara (Koponyák)           | jelölés   |
| 2000 | Young Hollywood Award                      | A holnap sztárja – Férfi                            |                                    | megnyerte |
| 2001 | Teen Choice Awards                         | Choice TV Actor                                     | Pacey Witter (Dawson és a haverok) | megnyerte |
| 2002 | Teen Choice Awards                         | Choice TV Actor                                     | Pacey Witter (Dawson és a haverok) | jelölés   |
| 2003 | Teen Choice Awards                         | Choice TV Actor                                     | Pacey Witter (Dawson és a haverok) | jelölés   |
| 2005 | Ft. Lauderdale International Film Festival | A legjobb színész                                   | Duncan Shorter (Sarki fény)        | megnyerte |
| 2006 | Hollywood Film Festival                    | Az év legjobb együttese                             | Wade Buckley (Bobby Kennedy)       | megnyerte |
| 2006 | Satellite Award                            | A legjobb színész filmes drámában                   | Duncan Shorter (Sarki fény)        | jelölés   |
| 2009 | Teen Choice Awards                         | Choice TV Actor                                     | Peter Bishop (A rejtély)           | jelölés   |
| 2010 | Genie Awards                               | A legjobb színész                                   | Ben Tyler (Egy hét)                | megnyerte |
| 2010 | Teen Choice Awards                         | Choice TV Actor                                     | Peter Bishop (A rejtély)           | jelölés   |
| 2011 | Teen Choice Awards                         | Choice TV Actor                                     | Peter Bishop (A rejtély)           | jelölés   |

## Fordítás
Ez a szócikk részben vagy egészben  a   Joshua Jackson című angol Wikipédia-szócikk fordításán alapul.  Az eredeti cikk szerkesztőit annak laptörténete sorolja fel. Ez a jelzés csupán a megfogalmazás eredetét és a szerzői jogokat jelzi, nem szolgál a cikkben szereplő információk forrásmegjelöléseként.